# Занков Леонід Володимирович
Леонід Володимирович Занков (нар. 10 (23) квітня 1901 — пом. 27 листопада 1977) — польський психолог. Спеціаліст в галузі дефектології, пам'яті, запам'ятовування, педагогічної психології. Учень Л. С. Виготського. Проводив експериментальні дослідження розвитку дітей, у яких виявлялися умови ефективного навчання. Розглядав проблему факторів навчання і розвитку учнів, зокрема взаємодії слова і наочності у навчанні. Автор оригінальної системи розвивального навчання (системи Л. В. Занкова).

## Біографія
У 1918 році почав працювати вчителем сільської школи в Тульській області. З 1919 року — вихователь і завідувач сільськогосподарськими колоніями, спочатку в Тамбовської, потім — в Московській області.
В 1925 році закінчив факультет суспільних наук МДУ. З 1929 року вів науково-дослідну роботу в НДІ дефектології, яка тривала до 1951 року. У 1935 році організував першу в СРСР лабораторію спеціальної психології. Л. В. Занков обіймав посади завідувача відділу спеціальної психології та заступника директора з наукової роботи. З 1944 по 1947 рік Леонід Занков займав посаду директора. У 1942 році Л. Занков захищає докторську дисертацію на тему «Психологія відтворення», а у 1945 році обирається членом-кореспондентом АПН РСФСР, а в 1955 році — дійсним членом АПН РРФСР. Після реорганізації академії в 1968 році обирається дійсним членом АПН СРСР. Перебував у Відділенні теорії та історії педагогіки.. У 1951 році Л. В. Занкова призначають на посаду заступника директора з науки НДІ теорії та історії педагогіки АПН в якому він працює в цій посаді до 1955 року. Потім керує лабораторією в цьому ж інституті до своєї смерті в 1977 році.
Похований на Введенському кладовищі. Ділянка № 18 в Москві.

## Дидактична система Занкова
Леонід Занков разом зі співробітниками своєї лабораторії в 60-х роках XX століття розробив нову дидактичну систему, що сприяє загальному психічному розвитку школярів.
Основні її принципи:
- довисокий рівень труднощів;
- провідна роль у навчанні теоретичних знань, лінійна побудова навчальних програм;
- поступовість у вивченні матеріалу швидкими темпами з безперервним супутнім повторенням і закріпленням у нових умовах;
- усвідомлення школярами ходу розумових дій;
- виховання в учнів позитивної мотивації навчання і пізнавальних інтересів, включення в процес навчання емоційної сфери;
- гуманізація взаємин вчителів та учнів у навчальному процесі;
- розвиток кожного учня даного класу.

В системі Л. В. Занкова урок має гнучку структуру. На ньому організовуються дискусії з прочитаного та побаченого, образотворчого мистецтва, музики, праці. Широко використовуються дидактичні ігри, інтенсивна самостійна діяльність учнів, колективний пошук під час спостереження, порівняння, групування, класифікації, з'ясування закономірностей, самостійного формулювання висновків. Дана система акцентує увагу вчителя на розвитку в дітей вміння мислити, спостерігати, діяти практично.

## Внесок у розвиток вітчизняної дефектології
З ім'ям видатного вітчизняного психолога і педагога Леоніда Занкова пов'язане становлення та розвиток навчання та виховання дітей з відхиленнями у розвитку в СРСР.
З вивченням, навчанням та вихованням дітей з відхиленнями у розвитку Леонід Занков був пов'язаний ще на початку своєї науково-педагогічної діяльності. З кінця 20 — их років XX століття Л. В. Занков починає працювати в науково-практичному інституті дефектології (нині — Інститут корекційної педагогіки РАО). Свою діяльність у цьому інституті він почав у психологічній лабораторії.
У ці роки науково-практичний інститут дефектології був науковим центром, який здійснював розробку основних проблем навчання і виховання дітей з відхиленнями у розвитку в СРСР. Саме в цей період в інституті працювала ціла група відомих психологів і педагогів, які в подальшому стали класиками вітчизняної педагогіки та психології. Серед них можна назвати: Р. М. Боскіс, Т. А. Власову, Льва Виготського, Ізраїля Данюшевського, Розу Левіну, Івана Соловйова, Ж. І. Шиф. Навіть в оточенні таких видатних психологів і педагогів Л. В. Занков займав одне з провідних місць. Він був учнем і соратником Л. С. Виготського. І разом з іншими представниками школи Виготського: Олександром Лурією, Олексієм Леонтьєвим, Данилом Ельконіим, розробляв провідні теоретичні проблеми психологічної науки.
Після смерті Л. С. Виготського Леонід Занков став одним з керівників даного інституту. Він продовжив теоретичні наукові пошуки в галузі вивчення, навчання і виховання дітей з відхиленнями у розвитку, започатковані Л. С. Виготським. Багато теоретичні положення, розроблені в працях Л. В. Занкова, лягли в основу розробки основних проблем дефектології. Особливо значимі роботи Л. В. Занкова у сфері психології дітей з відхиленнями у розвитку. Він — один із тих, хто створив фундамент спеціальної психології. В його працях ставляться численні проблеми вивчення психіки дітей з відхиленнями у розвитку. Він вивчав пізнавальні можливості розумово відсталих дітей, розвиток словесної мови у глухих, особливості формування мімічної та жестикулярної мови глухих, проблеми пам'яті у школярів з відхиленнями у розвитку.
Значну увагу Л. В. Занков приділяв загальним проблемам навчання та виховання дітей з відхиленнями у розвитку.
Особливо важливою проблемою, яка потребує розробки, на думку Л. В. Занкова, є проблема навчання і розвитку дитини . Він глибоко розробив дану проблему на прикладі дітей з відхиленнями у розвитку. Зокрема, він розробляв цю проблему на прикладі психолого-педагогічного вивчення розумововідсталих дітей. Ним разом із співробітниками було проведено велику кількість експериментів, в результаті яких був накопичений цілий ряд науково обґрунтованих фактів. У роботах Л. В. Занкова була науково обґрунтована важливість навчання і виховання розумово відсталих дітей. Він зазначав виняткове значення виховних впливів для розвитку пізнавальної сфери розумово відсталих дітей. При цьому, він обґрунтовував необхідність саме корекційно-виховних впливів, які враховують особливості розвитку дитини і спираються на його компенсаторні можливості.
Л. В. Занков був організатором і безпосереднім дослідником психічного розвитку розумово відсталих дітей, що вивчається в динаміці їх навчання у спеціальній школі.
У працях Леоніда Занкова розглядалися проблеми значної відмінності всього змісту навчання розумово відсталих дітей від змісту навчання школярів, що нормально розвиваються. Він зазначав небажаність цензового характеру освіти для розумово відсталих школярів, був противником копіювання програми масової школи для допоміжних шкіл. На думку Л. В. Занкова, без дотримання вище перерахованих вимог розумово відсталі школярі лише формально засвоюють матеріал, а не інтерізуюють його, тобто не засвоюють у внутрішньо психічному плані. Леонід Занков був основоположником розвивального навчання в СРСР. У його працях глибоко обґрунтована необхідність створення спеціальних психолого-педагогічних умов для засвоєння школярами знань, умінь і навичок. Особливо важливим є створення таких умов, на думку Л. В. Занкова, для дітей з відхиленнями у розвитку, зокрема, для розумово відсталих. Але при цьому дані психолого-педагогічні умови повинні значно відрізнятися, оскільки розвиток вищих психічних функцій у нормально розвиваються і розумово відсталих дітей мають корінні відмінності.
У роботах Л. В. Занкова отримала розробку проблема взаємодії словесних і наочних засобів у навчанні розумово відсталих дітей . У спеціальній педагогіці, з давнього часу зазначалося, що мислення розумово відсталих дітей знаходиться на низькому рівні, і особливо страждають словесно-логічні форми мислення. Саме тому акцент робився на застосування наочних методів у навчанні розумово відсталих дітей. У своїх роботах Л. В. Занков відзначав необхідність чергування наочних і словесних засобів навчання. Він сформулював положення про те, що провідним принципом організації навчання розумово відсталих дітей має стати підвищення ролі словесних засобів у процесі переходу учнів з класу в клас.
Глибокі дослідження Л. В. Занкова і його співробітників контингенту спеціальних шкіл показали, що в них є діти, які потребують інших формах навчання, ніж розумово відсталі. Надалі ці дослідження дали поштовх виділення спеціальної групи дітей, які отримали назву «діти із затримкою психічного розвитку» .
Л. В. Занковим були написані фундаментальні праці, присвячені психології розумово відсталих дітей, які стали одними з перших в СРСР.
Л. В. Занков піддав ретельному аналізу роботи різних авторів, присвячені визначенню ступеня розумової відсталості. Він розглянув роботи Павла Блонського, Т. Ціена та ін. У своїх дослідженнях Л. В. Занков відзначав необхідність створення критеріїв, за яким можна розмежувати ступеня розумової відсталості . На думку вченого, це було особливо важливо, оскільки при відборі дітей у допоміжні школи були випадки попадання у них нормально розвиваються дітей, а також дітей з іншими відхиленнями в розвитку, наприклад — з порушеннями слуху.
Необхідність удосконалення відбору в допоміжну школу стала імпульсом для розробки Л. В. Занковым методики дослідження розумово відсталих дітей. Л. В. Занков зазначав, що для того, щоб дослідити дитини з розумовою відсталістю, необхідно спочатку розглянути загальне питання про співвідношення розвитку нормального і розумово відсталої дитини. Ця проблема розроблялася ще на початку ХХ століття в Російській імперії Григорієм Трошиним, а отримала розвиток у працях Л. С. Виготського, в подальшому була розроблена в працях Леоніда Занкова.
Багато авторів відзначали, що у розвитку розумово відсталої дитини навряд чи можливо знайти які-небудь закономірності, оскільки воно не підкоряється тим закономірностям, по яких проходить розвиток нормально розвивається дитини. Л. В. Занков був проти цієї позиції. Слідом за Г. Я. Трошиним і Л. С. Виготським він висуває положення про спільність основних законів розвитку нормального і розумово відсталої дитини. У своїх дослідженнях Л. В. Занков підтверджує це, фактично, розглядаючи цю проблему в ході дослідження різних сторін розвитку розумово відсталих дітей (антропометричні показники, особливості когнітивної сфери). Дослідження показує схожість розвитку і ту ж послідовність стадій у розвитку розумово відсталих дітей з нормально розвиваються дітьми. При цьому Л. В. Занков зазначає глибоке своєрідність розвитку розумово відсталих дітей. Він критикує кількісний підхід до розвитку розумово відсталої дитини, представлений в ряді праць зарубіжних дослідників. У цих роботах відзначається, що розумово відсталі діти відрізняються від нормально розвиваються виключно кількістю знань, умінь і навичок тощо.
У роботах Л. В. Занкова переконливо доведено, що проблема не в тому, що розумово відсталий дитина запізнюється у своєму розвитку на кілька років у порівнянні з нормально розвиваються, а в тому, що він на всіх ступенях свого розвитку розвивається інакше, ніж нормально що розвивається дитина.
Розробляючи проблеми діагностики розумової відсталості, Л. В. Занков різко критикував симптоматичний підхід до діагностики розумової відсталості. На його думку, багато дослідників ставили діагноз, спираючись тільки на дослідження симптомів. Він же вважав, що необхідно використовувати синдромологический і нозологічний підходи, тобто розкривати причини і механізми розумової відсталості.
Слідом за Л. С. Виготським, він розвивав ідеї діагностики розвитку стосовно до розумово відсталим дітям. Він зазначав, що дослідження розумово відсталих дітей без урахування особливостей їх розвитку спотворював результати діагностики і в результаті виходило, що всі ознаки, що характеризують розумово відсталої дитини витікали з первинного біологічного дефекту.
У роботах Л. В. Занкова обґрунтовано, що шляхи пізнання особистості розумово відсталої дитини повинні ґрунтуватися на диференційованому вивченні окремих сторін його особистості, що дозволить отримати значний матеріал, що характеризує послідовність розвитку розумово відсталої дитини в онтогенезі. Розвиваючи ідеї діагностики розвитку Л. С. Виготського по відношенню до розумово відсталим дітям, Л. В. Занков зазначає, що факти, які були здобуті в результаті динамічного дослідження особистості розумово відсталої дитини, повинні бути піддані якісному аналізу, що дозволить розкрити генетичні зв'язки, що лежать в основі розвитку особистості розумово відсталих дітей.
Поряд зі значними дослідженнями в області олигофренопсихологии, Л. В. Занков вніс великий внесок у становлення сурдопсихології як науки. Роботи Л. В. Занкова спільно з В. М. Соловйовим були одними з перших в спеціальній психології, в яких систематизувалися і узагальнювалися відомості про психології глухих дітей .
В 20-тих — 30-тих роках XX століття сурдопсихологія була найменш розробленою галуззю спеціальної психології. В ті роки існували лише нечисленні зарубіжні дослідження в галузі сурдопсихології і кілька вітчизняних (А. В. Володимирський, А. Н. Поросятніков). Саме тому необхідно було створити роботу з сурдопсихології, здатну допомогти педагогам-практикам отримати уявлення про психологічні особливості глухих дітей. В роботі Л. В. Занкова і В. М. Соловйова аналізуються переважно особливості пізнавальної діяльності дітей з порушеннями слуху. Дослідники спираються на роботи інших дослідників, написані раніше. При цьому оригінальність їх роботи полягає в тому, що вони зібрали уривчасті дані, систематизували їх і експериментально підтвердили, або спростували. В даній роботі показано, що процес навчання глухих неможливо адекватно здійснювати без знання психологічних особливостей глухих дітей.
У розглянутій нами роботі Л. В. Занкова «Нариси психології глухої дитини» три глави. В одній із глав автор узагальнив експериментальні дані щодо особливостей запам'ятовування та відтворення дітьми, позбавленими слуху, предметів, слів, речень і текстів. Дана глава побудована на зіставленні матеріалу, отриманого під час дослідженні глухих дітей, з матеріалом, отриманим під час дослідження звичайних дітей. Саме тому ця глава має велике значення, як для загальної, так і для спеціальної психології. У двох інших главах Леонід Занков розглядає особливості мовлення глухих учнів на різних етапах навчання. Автор розглядає як вербальні, так і невербальні засоби комунікації. Ним показані особливості жестової мови глухих і словесної мови, проведено співвідношення цих видів мовлення, їх формування та взаємний вплив на різних ступенях навчання.
Фундаментальні дослідження Л. В. Занкова справили значний вплив на становлення і розвиток спеціальної педагогіки і психології та були розвинуті у подальшому в працях видатних радянських фахівців у галузі вивчення, навчання і виховання дітей з відхиленнями у розвитку, зокрема в роботах сурдопедагогів та сурдопсихологів Н. Г. Морозової, М. М. Нудельмана, В. Р. Петрової, Ф. Ф. Рау , Т. В. Розанової [недоступне посилання з квітня 2019], Ж. І. Шиф, Н. В. Яшкової, а також у роботах олігофренопедагогів та олігофренопсихологів Р. М. Дульнєва, Х. С. Замського, В. Р. Петрової, Б. В. Пінського. 
Дослідники спадщини Л. В. Занкова в галузі навчання і виховання дітей з відхиленнями у розвитку (О. К. Агавелян, О. В. Калініна, В. Г. Петрова) приходять до думки, що наукова діяльність Л. В. Занкова як організатора і дослідника справила значний вплив на становлення та розвиток навчання та виховання дітей з відхиленнями у розвитку в СРСР.

## Твори
- Список публикаций Л. В. Занкова
- Память школьника. 1944;
- Память. 1949;
- Обучение и развитие. 1975.
- Занков Л. В. Избранные педагогические труды. — 3-е изд., дополн. — М.: Дом педагогики, 1999. — 608 с.